# رو، سوئیس
شهر رو  در بخش گلن در ایالت فریبورگ در کشور سوئیس واقع شده‌است که 900 نفر جمعیت دارد.

## نگارخانه

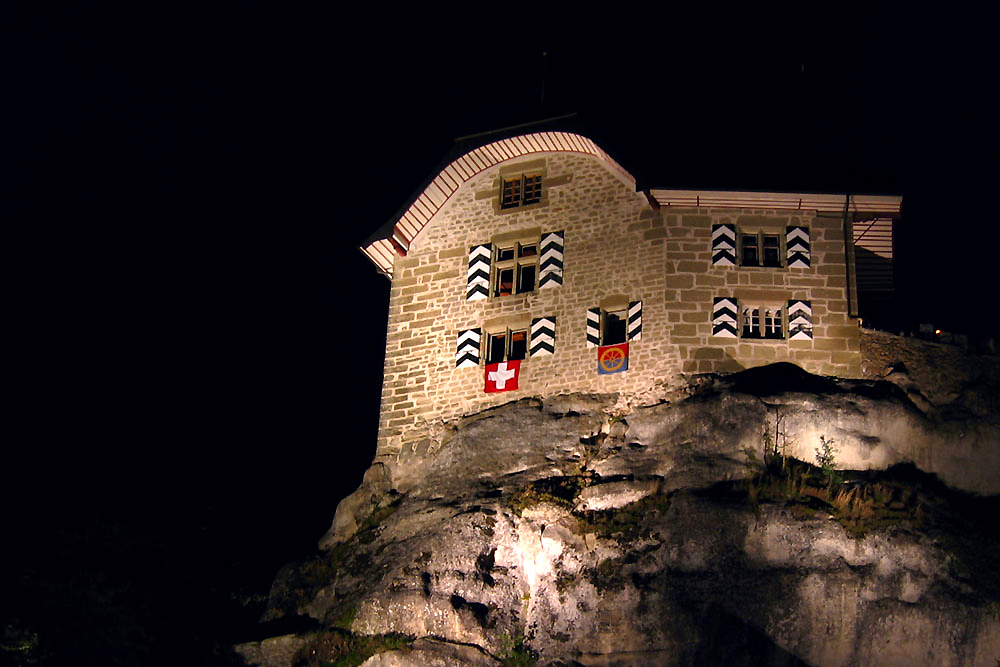
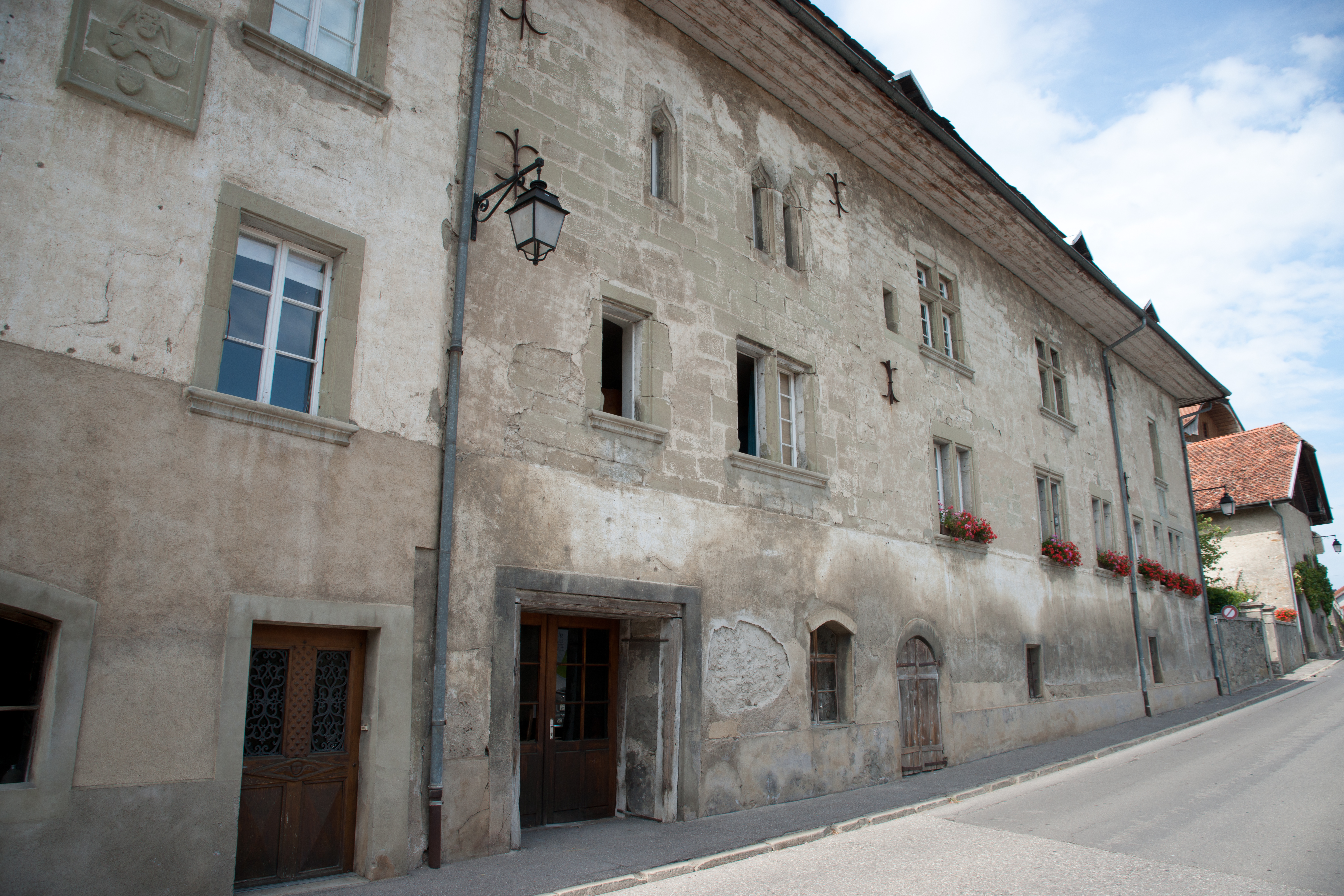